# Артамонова, Инга Григорьевна
И́нга Григо́рьевна Артамо́нова (по мужу Воро́нина; 29 августа 1936, Москва, СССР — 4 января 1966, Москва) — советская спортсменка-конькобежка, заслуженный мастер спорта СССР (1962), 2-кратная чемпионка и 2-кратная серебряный призёр чемпионата СССР в многоборье, 4-кратная чемпионка и 2-кратная серебряный призёр чемпионатов мира. Многократная рекордсменка мира. Первой в истории конькобежного спорта завоевала титул четырёхкратной абсолютной (на всех дистанциях) чемпионки мира.

## Биография
Инга Артамонова родилась 29 августа 1936 года в Москве, в простой семье, не имевшей отношения к спорту. Когда началась война, ей ещё не было и пяти лет. Она росла слабым и очень болезненным ребенком, а вскоре ей поставили страшный диагноз — туберкулёз, но чудесным образом Инга выжила и даже стала выздоравливать. Она мечтала стать балериной, но в балетную школу её не взяли из-за неподходящих параметров. 
Впервые она встала на коньки, когда ей было шесть лет. Родители к тому времени развелись и она с братом Владимиром воспитывалась мамой и бабушкой. В девять лет одна знакомая подарила Инге коньки и она, прикручивая их к валенкам, каталась прямо во дворе. Вскоре мама купила девочке настоящие коньки с ботинками и она стала сама ходить на каток стадиона «Динамо», который находился недалеко от их дома. 
В 1949 году её заметил тренер из "Динамо" Павел Михайлович Санин и предложил ей заниматься академической греблей, так как данный вид спорта позволяет развивать грудную клетку и улучшать работу лёгких. Инга сразу согласилась. Уже в 1950 году выиграла чемпионат Москвы. Она занималась греблей до окончания школы и даже выполнила норматив на звание мастера спорта, дважды выигрывала «золото» на всесоюзных чемпионатах в 1953 году среди девушек и в 1954 году среди взрослых
И всё-таки греблю оставила и зимой 1954 года вернулась к конькам. Из-за слишком высокого роста, составлявшего 177 сантиметров её не хотели брать к себе ни один из тренеров, но Зоя Холщевникова увидела в ней потенциал и стала её тренировать. Ежедневные тренировки принесли свои плоды, и к середине 50-х годов молодая конькобежка смогла выбиться в лидеры.
В 1955 году она стала чемпионом Москвы по скоростному бегу на коньках, а годом позже получила звание мастера спорта, стала абсолютным чемпионом Советского Союза, и установила мировой рекорд в многоборье, набрав 206.016 баллов. В 1957 году, в возрасте двадцати лет Артамонова выиграла впервые чемпионат мира в Иматре, а в 1958 году вновь выиграла чемпионат СССР и чемпионат мира в Кристинехамне. 
В 1959 году на чемпионате мира в Свердловске заняла 4-е место, а также стала 2-й на чемпионате СССР. Весь 1960 год Инга лечила обострившийся туберкулёз и пропустила весь сезон. В 1961 году она вернулась на чемпионат мира в Тёнсберге и даже выиграла забег на 3000 м, но упала на пятисотке и в итоге оказалась десятой в сумме многоборья. В 1962 году на чемпионате мира вновь стала абсолютной чемпионкой, установив четыре мировых рекорда на дистанциях 1000 м, 1500 м, 3000 м и в многоборье. 
Через год она вновь заболела и заняла 2-е место на чемпионате мира в Каруидзаве. В сезоне 1963/64 из-за воспаления язвы долго лечилась, но быстро набрала форму к Олимпиаде в Инсбруке. Однако её не взяли в команду из-за конкуренции Лидии Скобликовой. Через неделю после олимпиады в Швеции на чемпионате мира в Кристинехамне Артамонова завоевала серебряную медаль. В 1965-м году она в четвёртый раз стала абсолютным чемпионом мира на чемпионате мира в Оулу и это случилось впервые за всю историю женского конькобежного спорта.

## Личная жизнь и гибель
Инга в 1958 году на мировом первенстве в Швеции влюбилась в работника оргкомитета по имени Бенгт. Она пыталась сохранить их связь в тайне, но после того, как не вернулась ночевать в гостиницу, её на утро уже ждали. Её вызвали в КГБ и на несколько лет запретили выезд за рубеж. Также была под постоянным пристальным контролем спецслужб, ей запрещались любые контакты со шведским возлюбленным, под угрозой тюремного срока. 
В 1959 году она вышла замуж за советского конькобежца Геннадия Воронина. Он не был таким успешным, как Инга, что задевало его самолюбие. Он откровенно завидовал жене, и даже не пытался этого скрывать. Со временем Воронин пристрастился к горячительным напиткам, стал оскорблять супругу и поднимать на неё руку. В какой-то момент она не выдержала и в конце 1965 года заявила супругу о том, что намерена с ним развестись. После этого она переехала в родительскую квартиру. 
4 января 1966 года Воронин пришёл к её маме домой, чтобы поговорить с Ингой. Его впустили, несмотря на то, что он был пьян. Сидя на кухне, после небольшой словесной перепалки, мужчина попросту выхватил нож, который принёс с собой, и нанёс удар прямо в сердце супруги. Рана оказалась смертельной, Артамоновой было всего 29 лет. На суде Воронину дали срок 10 лет, но уже через полтора года его перевели на вольное поселение и через три года он вышел на свободу.
Похоронена на Ваганьковском кладбище (1 уч.).

## Достижения
- 1951 год. Член ВЛКСМ.
- 1956 год. Мастер спорта СССР по скоростному бегу на коньках[8].
- 1958 год. Член Союза советских обществ дружбы и культурных связей с зарубежными странами.
- 1965 год. Принята в ряды КПСС. На первомайской демонстрации вместе с Юрием Власовым ведёт радио и телерепортаж с Красной площади.
- 1967 год. Центральный Совет «Динамо» учредил мемориал имени Инги Артамоновой.

## Награды
- 2 ордена «Знак Почёта» (27.04.1957 — «за успехи, достигнутые в деле развития массового физкультурного движения в стране, повышения мастерства советских спортсменов, и успешное выступление на международных соревнованиях»; 30.03.1965)

### Мировые рекорды

Могила Артамоновой на Ваганьковском кладбище Москвы

| Дистанция | Время   | Дата           | Место      |
| --------- | ------- | -------------- | ---------- |
| очки      | 206,016 | 6 февраля 1956 | Свердловск |
| 500 м     | 44,9    | 27 января 1962 | Медео      |
| 1,500 м   | 2:19,0  | 27 января 1962 | Медео      |
| 3,000 м   | 5:06,0  | 28 января 1962 | Медео      |
| очки      | 189,033 | 28 января 1962 | Медео      |